# Хіґасі-Нарусе

39°10′44″ пн. ш. 140°38′56″ сх. д. / 39.17889° пн. ш. 140.64889° сх. д.
Хіґа́сі-Нарусе́ (яп. 東成瀬村, ひがしなるせむら, МФА: [çigaɕi naɾuse muɾa]) — село в Японії, в повіті Оґаті префектури Акіта. Станом на 1 жовтня 2007 площа села становила 203,57 км². Станом на 1 липня 2008 населення села становило 2950 осіб.